# Saint-Laurent-de-Vaux
Saint-Laurent-de-Vaux is een plaats en voormalige gemeente in het Franse departement Rhône in de regio Auvergne-Rhône-Alpes en telt 215 inwoners (1999). De gemeente maakt deel uit van het arrondissement Lyon.

## Geschiedenis
Op 1 januari 2015 dag werd Saint-Laurent-de-Vaux als zelfstandige gemeente opgeheven en opgenomen in de gemeente Vaugneray, die daarmee de status van commune nouvelle kreeg.

## Geografie
De oppervlakte van Saint-Laurent-de-Vaux bedraagt 2,6 km², de bevolkingsdichtheid is 82,7 inwoners per km².
De onderstaande kaart toont de ligging van Saint-Laurent-de-Vaux met de belangrijkste infrastructuur en aangrenzende gemeenten.

## Demografie
Onderstaande figuur toont het verloop van het inwonertal (bron: INSEE-tellingen).